# Acraea neobule
Acraea neobule is een vlinder uit de familie Nymphalidae. De wetenschappelijke naam is gepubliceerd in 1847 door Edward Doubleday.

## Verspreiding
Deze soort komt algemeen voor de savannes van tropisch Afrika waaronder Mali, Niger, Senegal, Gambia, Guinee-Bissau, Guinee, Sierra Leone, Burkina Faso, Liberia, Ivoorkust, Ghana, Togo, Benin, Nigeria, Kameroen, Equatoriaal Guinea, Sao Tomé & Principe (Sao Tomé), Gabon, Congo-Brazzaville, Centraal Afrikaanse Republiek, Ethiopië, Somalië, Congo-Kinshasa, Oeganda, Kenia, Tanzania, Angola, Zambia, Malawi, Mozambique, Namibië, Zimbabwe, Botswana, Zuid-Afrika, Eswatini, Lesotho, Comoren, Madagaskar, de Seychellen en verder in Saoedi-Arabië, Oman en Jemen (vasteland en Socotra).

## Waardplanten
De rups leeft op:
- Convolvulaceae
  - Ipomoea
- Malvaceae
  - Corchorus olitorius L.
  - Hibiscus
- Passifloraceae
  - Adenia gummifera (Harv.) Harms
  - Barteria fistulosa Mast.
  - Basananthe zanzibarica (Mast.) W.J.de Wilde
  - Passiflora edulis Sims
  - Passiflora foetida L.
  - Passiflora incarnata L.
  - Tricliceras longipedunculatum (Mast.) R. Fern.
  - Triphostemma
  - Turnera angustifolia Mill.
- Solanaceae
  - Nicotiana
- Violaceae
  - Hybanthus enneaspermus (L.) F.Muell.